# Yves Parlier
Yves Parlier (Versailles, 14 de novembro de 1960) é um velejador francês.
Entre outras boas classificações assinalam-se :
- recorde de distância à vela em 24 horas uma vez em solitário [2] e outra em equipagem [3], ambas em 2006
- tentativa de recorde da volta ao mundo à vela em solitário, no tempo apreciável de 61 dias, em 2011

assim como: 
- primeiro da Mini-Transat como se chamava em 1965 [1]
- primeiro da Transat Inglesa em 1992 com recorde
- primeiro da Rota do Café em 1993 com recorde
- primeiro da Fastnet em 1997
- primeiro com Éric Tabarly na Transat Jacques Vabre em 1997 com recorde